# Stichting Lambert Darchis
Stichting Lambert Darchis is een stichting die kunststudenten uit de Luikse regio een beurs gaf om zich in Rome te vervolmaken.

## Geschiedenis
De stichting had zijn ontstaan met het testament van Lambert Darchis geschreven op 22 oktober 1696. Hierbij werden beurzen uitgereikt aan jongeren uit het Prinsbisdom Luik om zich in Rome te verdiepen in kerkelijke wetenschappen (theologie) en kunst.
Men kocht er een logeergebouw mee in de Via Monte d’Oro. Later werd dit het Collège Darchis.
Gedurende de woelige periode voor en gedurende de Risorgimento werd het college gesloten. De stichting bleef bestaan en wijzigde zijn statuten zodat er in 1851 een nieuw college was. Sinds 2008 zijn de beurzen meer opengetrokken voor leken en studenten theologie buiten Luik.

## Bekende beursstudenten[1]
18e eeuw
- Jean-Noël Hamal (1709-1778), componist
- Englebert Rendeux (1719-1777), kunstschilder en componist
- Laurent-Benoît Dewez (1731-1812), architect
- Joseph Dreppe (1737-1810), kunstschilder
- André Grétry (1741-1813),
- Henri Hamal (1744-1820), componist
- Lambert-Joseph-Ferdinand Grégoire (1756-1783), kunstschilder

19e eeuw
- Charles Coumont (1822-1889), kunstschilder
- Léon Philippet (1843-1906), kunstschilder
- Alphonse de Tombay (1843-1918), beeldhouwer
- Léon Mignon (1847-1898), beeldhouwer
- Antoine-Denis Pottier (1849-1923), filosoof
- Adrien De Witte de Limminghe (1850-1935), kunstschilder en graveur
- Marie-Guillaume-Hippolyte Le Roy (1857-1943), beeldhouwer
- François Maréchal (1861-1945), graveur

20e eeuw
- George Petit (1879-1958), beeldhouwer
- Guillaume-Marie van Zuylen (1910-2004), theoloog
- Maurice Musin (1939), kunstschilder
- Pierre Petry (1945), beeldhouwer
- Paul-Christian Hautecler (1955), architect